# Hossein Ronaghi-Maleki
Hossein Ronaghi-Maleki (in persiano حسین رونقی ملکی‎; Malenkan, 4 luglio 1985) è un blogger e attivista iraniano incarcerato a Evin, il carcere situato nella capitale iraniana Teheran, per il ruolo da lui ricoperto nelle proteste post-elettorali del 2009. Ha trascorso un totale di 6 anni di carcere dal 2009 per le sue attività. Nel 2022, dopo il suo nuovo arresto, è diventato uno dei volti noti delle proteste di Mahsa Amini.

## Biografia
Hossein Ronaghi è nato il 4 luglio 1985 a Malekan, nell'Azerbaigian orientale. Era uno studente di ingegneria del software informatico presso l'Università Arak Azad. 
È stato imprigionato per la prima volta il 13 dicembre 2009, per le sue attività nelle proteste per le elezioni presidenziali iraniane del 2009. Prima di quelle elezioni, Ronaghi scriveva sotto lo pseudonimo di Babak Khorramdin.  Era responsabile del comitato anticensura Iran Proxy. Il comitato creerebbe un elenco di siti Web per passare il filtro e inviarlo alle persone tramite e-mail. Ronaghi è stato nuovamente arrestato il 23 febbraio 2022 dopo aver criticato il sistema di regolamentazione dei servizi del cyberspazio che limiterebbe l'accesso a Internet in Iran. 

## Le accuse
Hossein è accusato di "propaganda contro il regime" e di "insulti al Presidente" per la sua attività di blogger durante il periodo delle proteste del Movimento Verde in Iran nel 2009. Hossein svolgeva la sua attività in rete con lo pseudonimo di "Babak Khorramdim" ed era attivamente impegnato nel bypassaggio delle censure della Rete imposte dal regime iraniano.

## L'arresto
Hossein è stato arrestato con il fratello Hassan il 13 dicembre 2009. L'arresto insieme al fratello Hassan sarebbe stato determinato dalla volontà del regime di forza Hossein a confessare pubblicamente le sue colpe. Non a caso, immediatamente dopo l'arresto, Hossein ha subito dure violenze fisiche e psicologiche ed è stato posto in isolamento nel Braccio 2A della prigione di Evin. Il Braccio 2A è quello sotto il diretto controllo delle Guardie Rivoluzionarie (Pasdaran). Il 24 maggio del 2009, quindi, Hossein ha inviato una lettera di protesta alle autorità per la sua situazione ed ha cominciato il primo sciopero della fame.  In quella occasione, i genitori provarono a visitare Hossein in carcere, ma le autorità giudiziarie di Teheran impedirono la visita. Il suo caso venne quindi trasferito alla Sezione 26 della Corte Rivoluzionaria iraniana presieduta dal giudice PirAbbasi.

## La sentenza
La detenzione temporanea di Hossein, contrariamente a quanto prevede la stessa legge iraniana, venne estesa per altri 10 mesi, per volere dell'Unità responsabile dei crimini cibernetici, ciò a dispetto del fatto che lo stesso giudice PirAbbasi avesse stabilito per Hossein una cauzione di 200 milioni d toman. La sentenza definitiva arrivò solamente il 4 ottobre del 2010 e fu durissima: 15 anni di carcere. Hossein decise quindi di protestare e rifiutà di firmare la lettera di accettazione della sentenza. L'azione, purtroppo, gli costò moltissimo e Hossein venne duramente picchiato da una guardia. Per reazione, il giovane blogger scrisse una nuova lettera di denuncia e dichiarò nuovamente lo sciopero della fame. Hossein tentò quindi di fare appello contro la sentenza, ma il primo dicembre del 2010 la corte confermò i 15 anni di carcere dalla Sezione 54 della Corte d'Appello.

## Drammatiche condizioni di salute
Le condizioni di salute di Hossein Ronaghi-Maleki sono praticamente disperate. Alle pressioni psicologiche e le violenze fisiche, si è aggiunta un'infezione al rene che potrebbe costare la vita al blogger iraniano. I medici hanno espressamente detto che Hossein necessita di un'operazione chirurgica, ma il regime pretende prima una piena confessione televisiva da parte di Hossein. 
I genitori di Hossein hanno potuto visitare il figlio una sola volta il 20 dicembre del 2010. Il padre, in un appello disperato, ha chiesto di evitare l'operazione ad Hossein senza una successiva scarcerazione: le condizioni igieniche del carcere di Evin, infatti, causerebbero ad Hossein un danno ancora peggiore. L'8 aprile scorso Hossein è stato nuovamente ricoverato presso l'ospedale di Hasheminejad e la madre, Zoleikha Mousavi, ha denunciato all'International Campaign for Human Right in Iran che le autorità giudiziarie avevano nuovamente negato al figlio le cure di cui necessitava.
Alla fine del mese di maggio 2012, Hossein Ronaghi-Maleki ha scritto una lettera alla Guida Suprema e ha dichiarato lo sciopero della fame per chiedere la liberazione e l'accesso alle cure mediche di cui ha bisogno.

### 23 febbraio 2022
La prima notizia del nuovo arresto di Ronaghi è arrivata il 23 febbraio 2022, quando i media hanno riportato prima la scomparsa di Ronaghi e poi il suo arresto da parte delle forze di sicurezza. Il giorno prima dell'arresto, aveva criticato in una serie di tweet un piano per limitare Internet in Iran, noto come sistema di regolamentazione dei servizi del cyberspazio. Suo fratello, Hassan Ronaghi, ha raccontato di chiamate anonime e minacciose da parte delle agenzie di sicurezza dello stato prima che Hossein scomparisse. A confermare la notizia dell'arresto, Iran International News Agency ha dichiarato che non erano disponibili informazioni sul detenuto e su dove si trovasse. Gli attivisti per i diritti umani affermano che le forze di sicurezza hanno fatto irruzione nella casa di Ronaghi e confiscato alcuni dei suoi averi. 
Il 26 febbraio 2022, tre giorni dopo l'arresto, i suoi avvocati si sono presentati all'ufficio del procuratore per la sicurezza. Uno degli avvocati di Ronaghi ha dichiarato: "Agli avvocati di Hossein non è stato permesso di accedere al caso e ottenere maggiori informazioni perché non erano nell'elenco degli avvocati di fiducia della magistratura". In una conversazione con l'agenzia di stampa Harana, alcune fonti hanno identificato l'organizzazione responsabile dell'arresto di Hossein Ronaghi nel ministero dell'Intelligence. Il 27 febbraio 2022, Ronaghi ha finalmente chiamato la sua famiglia, informandoli che aveva intrapreso lo sciopero della fame subito dopo l'arresto. Suo fratello, Hassan Ronaghi, ha scritto su Twitter: "Hossein ha chiamato a casa e gli ho parlato. Dal giorno del suo rapimento è in sciopero della fame  e non si sentiva molto bene. Gli ho detto di interrompere lo sciopero". 
Il 3 marzo 2022 Ronaghi è stato temporaneamente rilasciato su cauzione mentre le accuse di "propaganda contro il regime" e "congestione e collusione contro la sicurezza nazionale" restano in vigore per ulteriori procedimenti. 

### 24 settembre 2022
L'immagine di Ronaghi durante una manifestazione di solidarietà alle donne iraniane a Varsavia nel novembre 2022
Il 22 settembre, nel bel mezzo delle proteste di Mahsa Amini, Hossein Ronaghi è apparso per la prima volta sul canale londinese Iran International, per parlare delle rivolte in atto in tutto l'Iran. Durante l'intervista, Ronaghi ha notato l'ingresso delle forze di sicurezza nel suo appartamento, affermando "sembrano essere qui". Mentre il conduttore televisivo annunciava che Ronaghi sarebbe stato arrestato alla chiusura del programma, ore più tardi ha pubblicato un video tramite un amico, informando il pubblico che era riuscito a sfuggire a un tentativo di rapimento da parte delle forze di sicurezza che avevano portato un'ambulanza per portarlo via, e ha usato un tirapugni per rompere il finestrino della macchina. Ha anche promesso di recarsi al tribunale di Evin la settimana successiva con il suo avvocato e che avrebbe immediatamente avviato uno sciopero della fame, se arrestato.